# Lazar Koliševski
Lazar Koliševski (Sveti Nikole, 12. veljače 1914. – Skoplje, 6. lipnja 2000.), makedonski i jugoslavenski političar. Nakon Titove smrti (1980.) obnašao je funkciju predsjednika SFRJ.

## Životopis
Lazar Koliševski je rođen 12. veljače 1914. godine u makedonskom gradu Sveti Nikole. Član KPJ je postao 1935. godine i ubrzo se pokazao kao jedan od istaknutijih aktivista KPJ. Bio je organizacijski tajnik Okružnog komiteta KPJ za Kragujevac i delegat na Petoj zemaljskoj konferenciji KPJ u Zagrebu 1940. godine.
Od travnja 1941. godine, po zadatku CK KPJ, radio je na organiziranju ustanka u Makedoniji. Kada su u rujnu partijske organizacije Makedonije vraćene iz sastava Bugarske radničke partije (komunista) u sastav KPJ, postao je tajnik Pokrajinskog komiteta KPJ za Makedoniju. Bugarske vlasti su ga uskoro uhitile i osudile na smrt, ali mu je zbog protesta makedonskog stanovništva kazna preinačena u doživotnu robiju. Iz zatvora je pušten nakon pada proosovinske vlade u Bugarskoj u rujnu 1944. godine, nakon čega se vratio u Makedoniju i priključio Narodnooslobodilačkom pokretu.
Poslije rata nalazio se na raznim značajnim funkcijama u Makedoniji i SFRJ kao što su predsjednik Izvršnog vijeća NR Makedonije, Sobranja Makedonije, tajnik Izvršnog komiteta CK SK Makedonije, član CK SKJ, predsjednik saveznog odbora SSRNJ i član Predsjedništva SKJ. U svibnju 1974. godine bio je izabran za člana Predsjedništva CK SKJ i člana Predsjedništva SFRJ. Kada je umro Josip Broz Tito 4. svibnja 1980. godine, Koliševski je bio potpredsjednik Predsjedništva i postao je predsjednik; na toj dužnosti ostao je samo do 15. svibnja 1980. godine kada ga je zamijenio predstavnik BiH Cvijetin Mijatović.
Nositelj je ordena narodnog heroja.
Umro je 6. srpnja 2000. godine u Skopju.